# Anna Vasa
Anna Vasa (17. května 1568 Eskilstuna – 26. února 1625 Brodnica) byla švédská princezna, sestra švédského krále Zikmunda III. Vasy, starosta měst Brodnica a Golub-Dobrzyń.

## Biografie
Narodila se jako nejmladší ze tří dětí švédského krále Jana III. Vasy a jeho první manželky Kateřiny Jagellonské. Na svět přišla v době, kdy její rodiče byli bratrem jejího otce vězněni na hradě Gripsholm ve Švédsku, ještě tentýž rok však byl jejich věznitel svržen s trůnu, na který nastoupil Annin otec.
Princezně se dostalo důkladného vzdělání, učila se jazykům (němčina, francouzština, italština, latina), na královském dvoře se hovořilo švédsky i polsky. Princezna se zajímala o teologii, filosofii, dějiny i přírodovědu, především však o botaniku a léčení pomocí léčivých bylin. Matka vychovávala obě své děti, Annu i jejího bratra Zikmunda, v katolické víře. Anna byla smělá a tvrdohlavá a často se své matce vzpírala kvůli svému příklonu k luteránství. Ve věku 17 nebo 18 let pak přestoupila k této konfesi, což mělo velmi závažné důsledky pro její život, a dokonce i po její smrti. Je pravděpodobné, že ji v tomto směru silně ovlivnila a podpořila její nevlastní matka Gunilla Bielke, druhá žena krále Jana, jež jí byla věkem blízká a byla její blízkou přítelkyní.

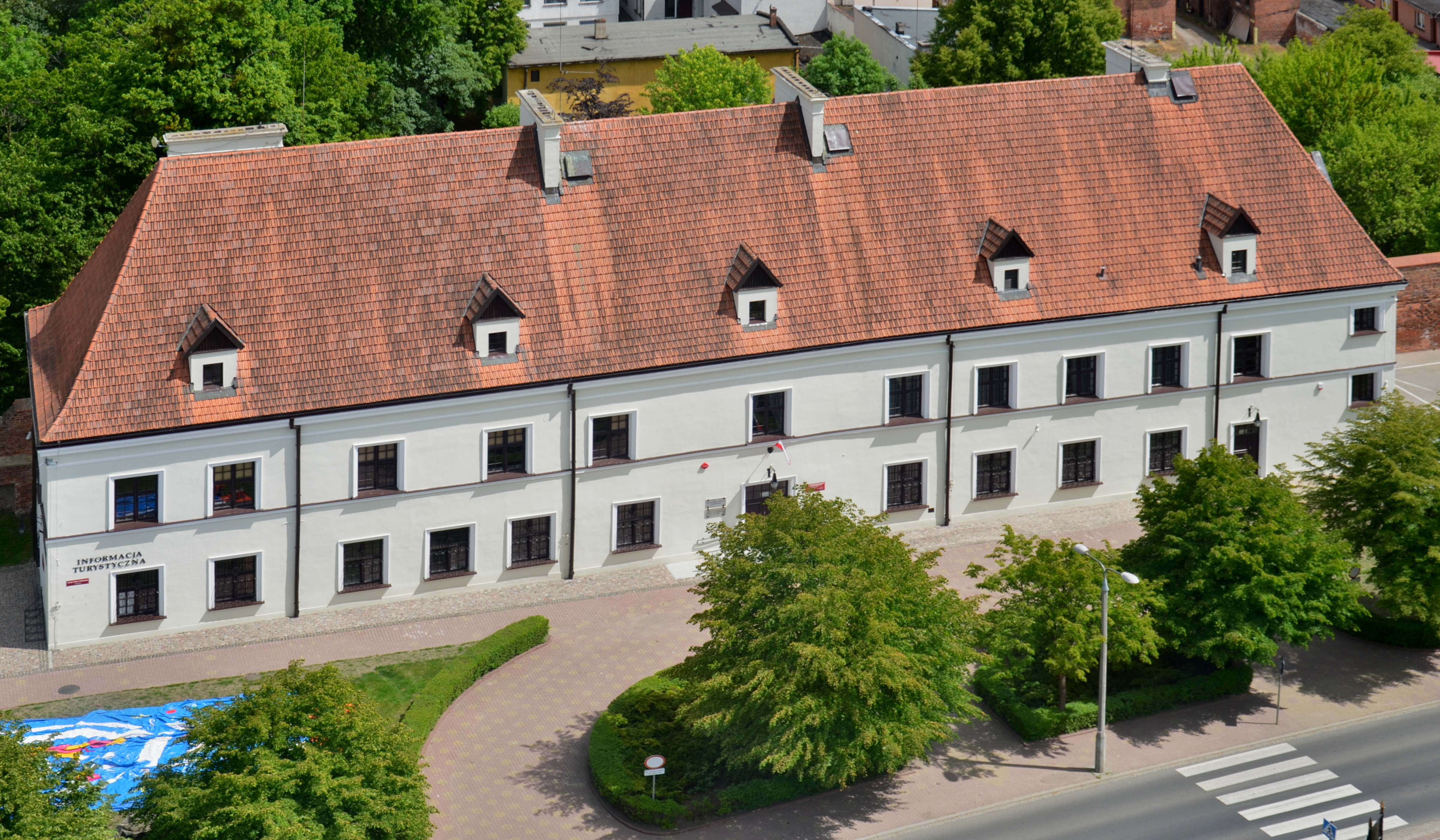
Palác Anny Vasa v Brodnici

Od matčiny smrti v roce 1583 byla svému bratru Zikmundovi nejbližší osobou. Když byl roku 1587 zvolen polským králem, přijela ihned za ním. Po dvou letech, roku 1589 se vrátila do Švédska kvůli odporu polského dvora, který se domníval, že má příliš velký vliv na krále. Znovu přijela do Polska roku 1592 a od roku 1598 zde zůstala nastálo. Pro náboženské konflikty nemohla pobývat na královském dvoře. Roku 1604 dostala funkci starosty v Brodnici a roku 1611 Golubu, kde přestavěla původní gotický zámek na svou rezidenci, ozdobivši ji attikou. Za svého pobytu v Polsku byla mecenáškou řady umělců, zajímala se o náboženství i botaniku, vedla korespondenci s řadou vědců. Profesor Krakovské akademie Szymon Syreniusz jí věnoval první polský herbář, který vznikl roku 1613 díky její finanční podpoře.
Samuel Światopełk Bolestraszycki jí věnoval svůj překlad knihy Heraklit.

## Smrt, místo posledního odpočinku

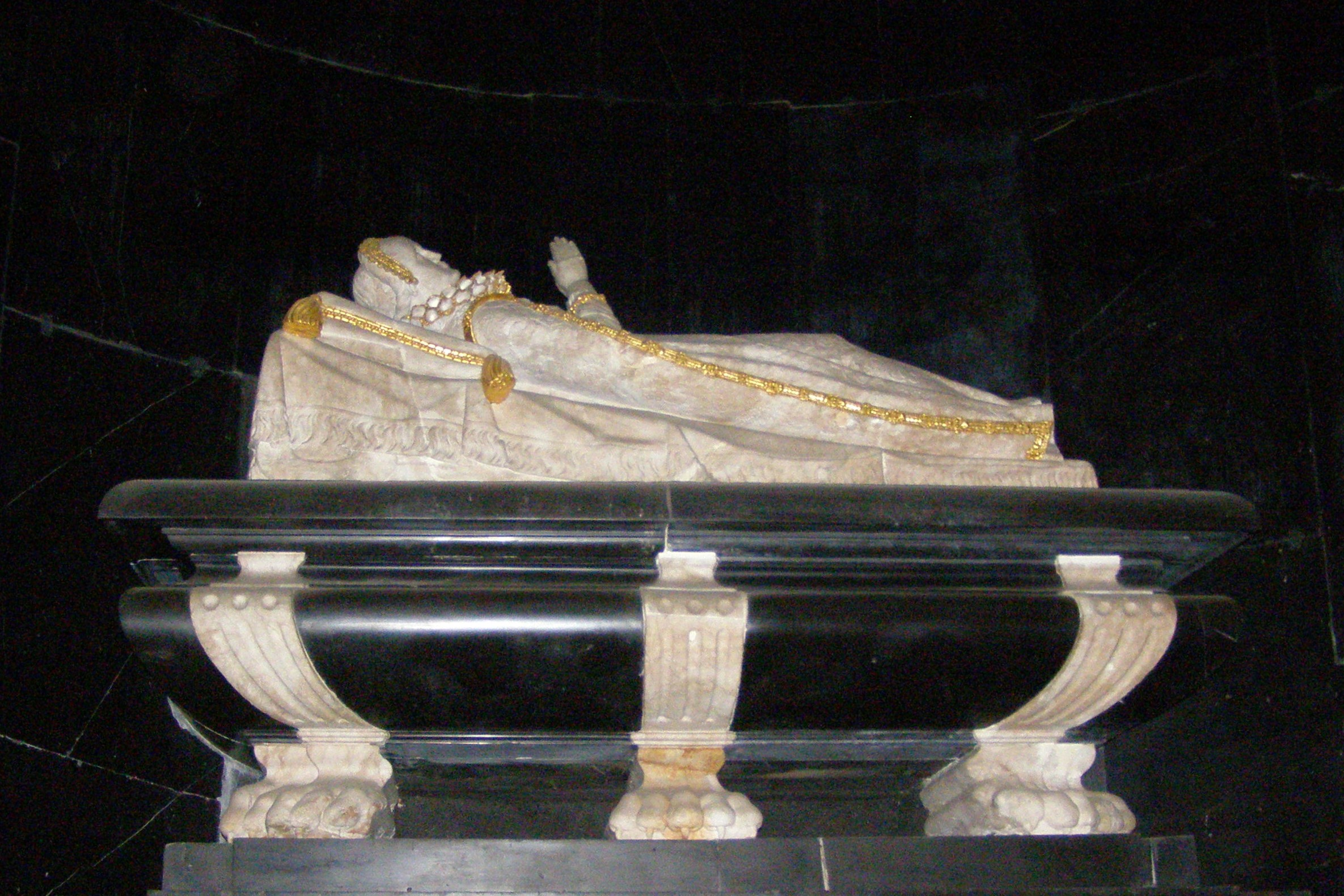
Sarkofág Anny Vasa v kostele Nanebevzetí Nejsvětější Panny Marie v Toruni

Anna Vasa zemřela 26. února roku 1625 na zámku v Brodnici. Jako příslušnice královské rodiny měla být k poslednímu odpočinku uložena ve wawelské katedrále, to však nebylo možné kvůli papežskému zákazu pochovávání protestantů na katolických hřbitovech. Její ostatky tedy byly několik let uloženy v jedné prostoře brodnického zámku. Teprve roku 1636 její synovec, polský král Vladislav IV. Vasa rozhodl pochovat ji v blízké Toruni, ve speciálně k tomuto účelu v roce 1626 vybudovaném barokním mauzoleu u kostela Nanebevzetí Nejsvětější Panny Marie. Mauzoleum má formu půlkruhové apsidy, do níž vede barokní portál; uvnitř je umístěn náhrobek v podobě podstavce, na němž spočívá otevřený sarkofág s ležící postavou princezny, provedenou z alabastru.
V 90. letech minulého století vědci z toruňské university prováděli v mauzoleu konzervátorské práce. Při té příležitosti byly princezniny ostatky exhumovány a prozkoumány. Byla potvrzena jejich autentičnost. Roku 1995 se uskutečnil jejich druhotný pohřeb ekumenické povahy.

## Galerie

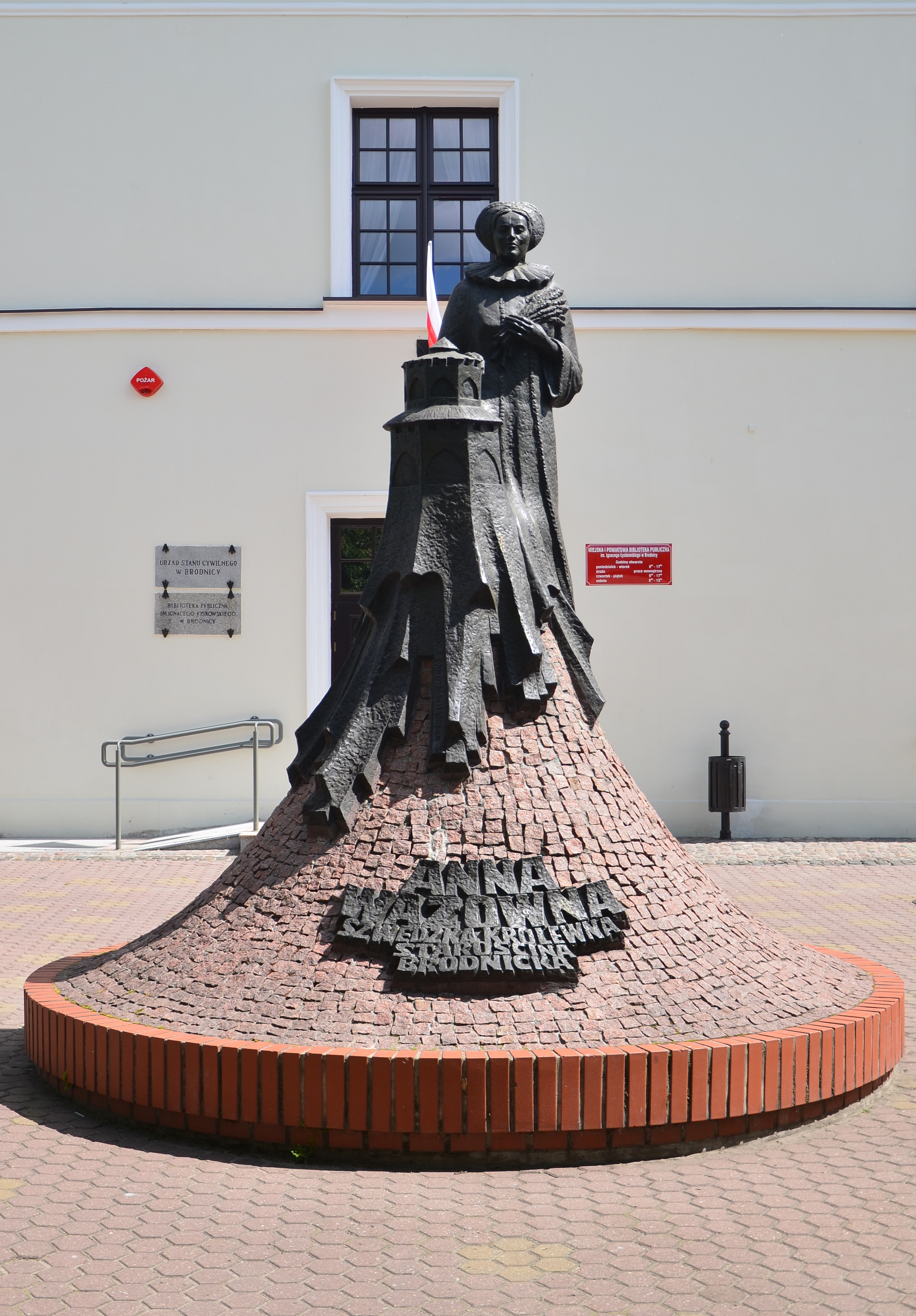
Pomník Anny Vasa před zámkem v Brodnici
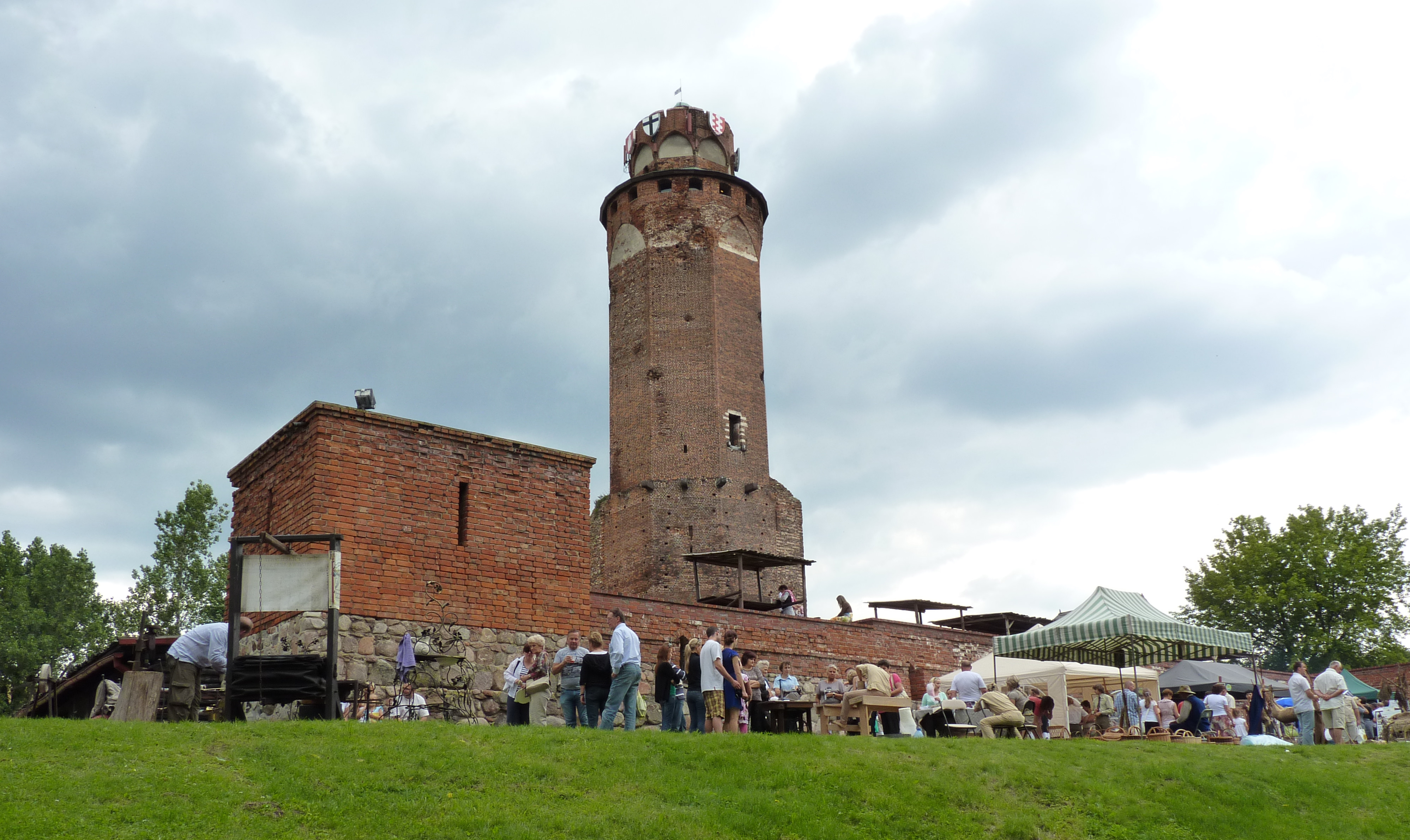
Zámek v Brodnici
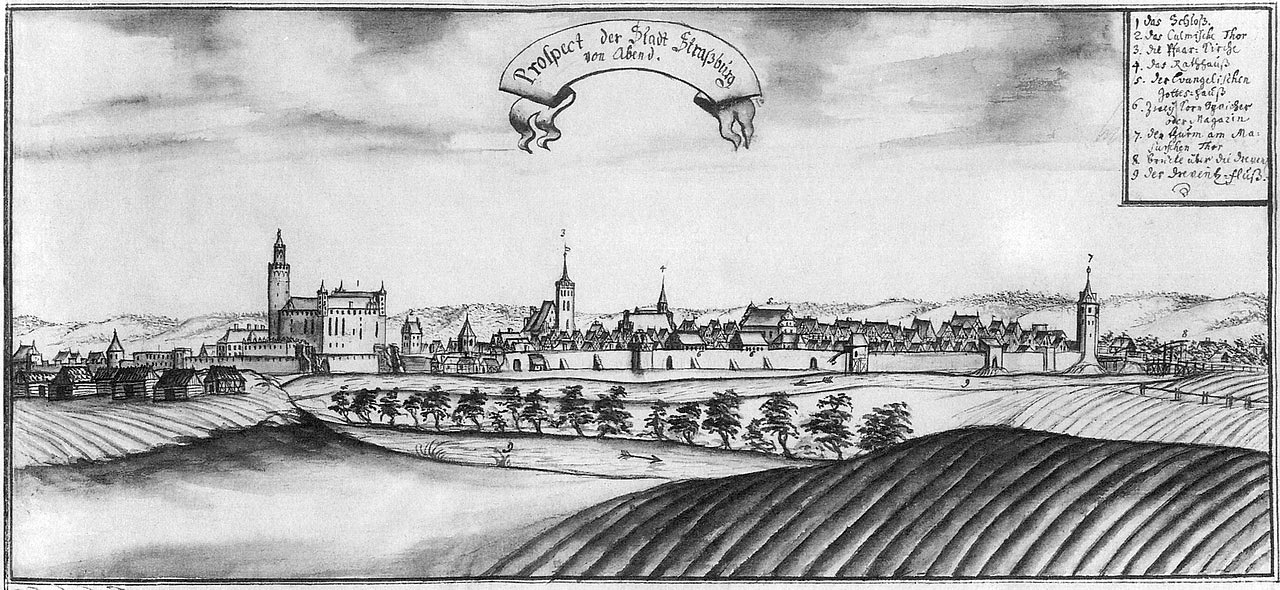
Zámek v Brodnici a město Brodnica v letech 1738-1745
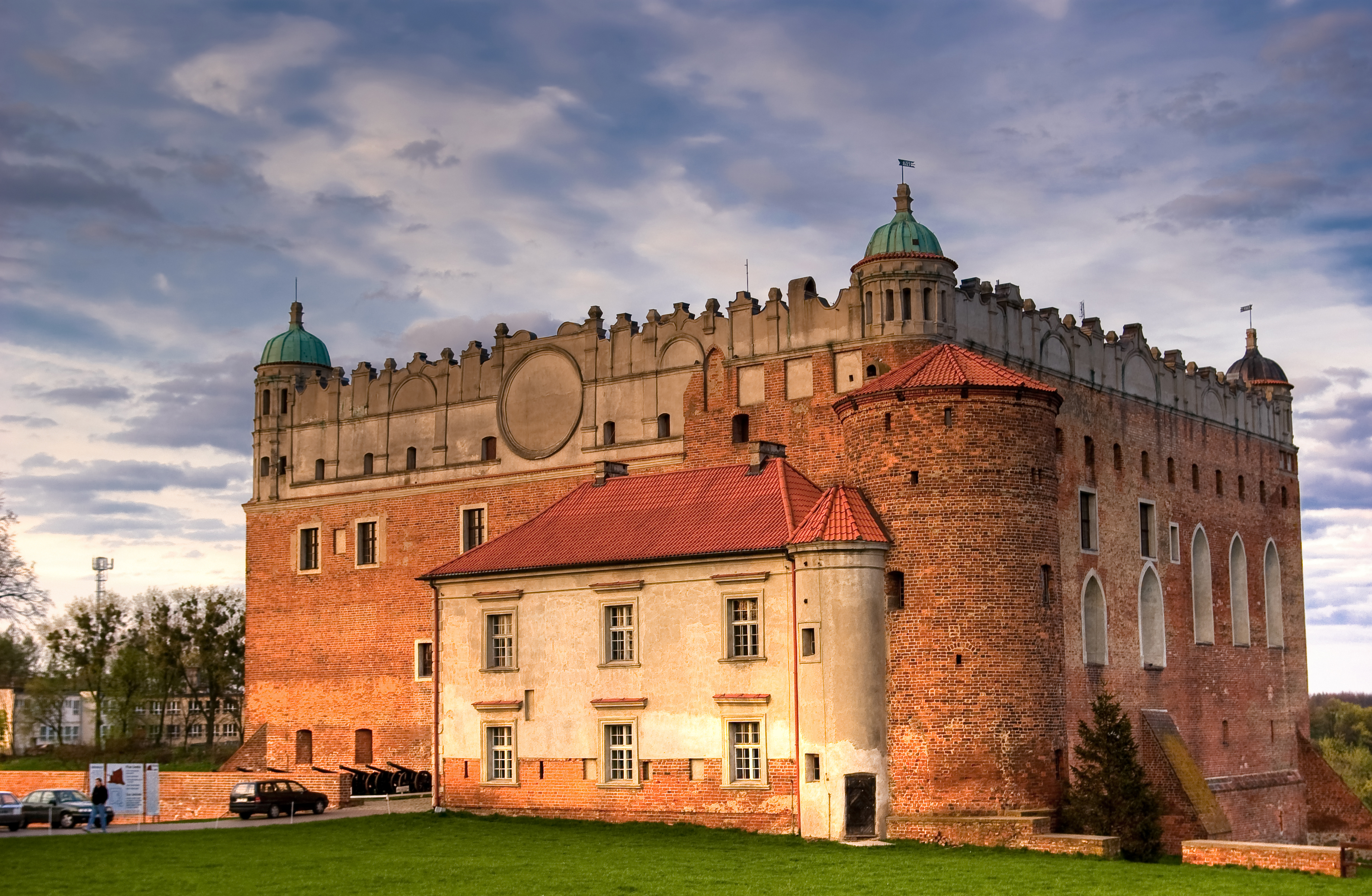
Zámek v Golubiu s attikou z doby Anny Vasa